# USS Conestoga (1861)
USS Conestoga era originalmente um barco a vapor rebocador civil construído em Brownsville (Pensilvânia), em 1859. Ele foi adquirido pelo Exército dos EUA em Junho de 1861 e convertido para uma timberclad para uso no Western Gunboat Flotilla, com oficiais fornecidos pela Marinha.

## Serviço na Guerra Civil
A primeira ação de combate do Conestoga ocorreu em setembro de 1861. Em fevereiro, ele participou de uma expedição até o Rio Tennessee, que levou à captura de Fort Henry e Donelson. No final do mês, esteve presente na ação em Columbus (Kentucky), um ponto confederado forte do rio Mississippi.
Durante o resto do seu tempo de serviço, Conestoga continuou a operar ao longo dos rios. Ela participou no bombardeio de Saint Charles (Arkansas), em junho de 1862 e foi formalmente transferido para a Marinha, em outubro do mesmo ano. Em abril e julho de 1863, ele estava envolvida em expedições para a Palmyra (Tennessee), e até a Campanha Rio Vermelho. No mês de março seguinte, ele subiu para a Louisiana's Black e Rio Ouachita. Logo depois, em 8 de Março de 1864, USS Conestoga afundou em uma colisão com o USS General Price.
O rebocador na Marinha americana "USS Conestoga" - que desapareceu misteriosamente há 95 anos com 56 tripulantes a bordo - foi encontrado diante da costa de São Francisco (Califórnia), confirmou nesta quarta-feira a Administração Nacional Oceânica e Atmosférica dos Estados Unidos (NOAA).
"Após um século de incerteza e de um sentimento de perda profunda, o desaparecimento do Conestoga já não é um mistério", declarou o subsecretário de Comércio e Observações Ambientais, Manson Brown.
O casco, de mais de 50 metros, foi localizado em 2009 por um navio da NOAA no golfo dos Farallones, a cerca de 50 km da famosa ponte Golden Gate de São Francisco.
Em setembro de 2014, a NOAA iniciou uma investigação para identificar os destroços e terminou constatando que se tratava, de fato, do Conestoga, no final de 2015.
O navio está a 60 metros de profundidade e 5 km a sudeste das ilhas Farallones.
A exploração com robôs confirmou as características do Conestoga, como tamanho da ponte, motor a vapor, caldeiras, hélice e o único canhão do navio.
O Conestoga partiu do porto de São Francisco em 25 de março de 1921, com destino a Tutuila, nas Samoas americanas, via Pearl Harbor (Havaí).
Os arquivos meteorológicos revelam que no dia da partida fortes ventos e mar agitado atingiram a região.
A princípio, as buscas se concentraram na área de Pearl Harbor, a 2.400 km do ponto do naufrágio. Dois meses depois um bote salva-vidas foi encontrado na costa mexicana, o que reorientou as operações.
No final de junho de 1921, a Marinha abandonou finalmente as buscas.